# Remo Sernagiotto
Remo Sernagiotto, né le 1er septembre 1955 à Montebelluna et mort le 29 novembre 2020 à Trévise, est un homme politique italien.

## Biographie
Initialement membre de la Démocratie chrétienne, il commence sa carrière politique en 1998 en devenant conseiller municipal de Montebelluna sous l'étiquette Forza Italia.
Il est élu conseiller régional de Vénétie en 2000 puis réélu en 2005 et 2010.
En 2014, il est élu député européen. Dans un premier temps, il siège avec ses collègues de Forza Italia au sein du groupe du Parti populaire européen. Le 7 juillet 2015, comme son collègue Raffaele Fitto quelques mois avant lui, il quitte le PPE pour rejoindre le groupe des Conservateurs et réformistes européens.